# Instant city
Instant city is een studioalbum van Johannes Schmoelling. Het motto van het album is Instant city is a place somewhere in the world…may it also find a place in your heart. Het album lijkt gebaseerd op het schilderij van Peter Uhlig (1953) dat op de hoes is afgebeeld en waarin sommigen Berlijn herkennen, tevens de woonplaats van Schmoelling. Het album laat qua muziek een teruggang horen naar zijn eerste soloalbums en ook naar zijn werk met Tangerine Dream (A long time ago). De melodie vormt hier de boventoon, in plaats van experimenten. Opnamen vonden plaats in de eigen Rietstudio; het werd uitgebracht op het eigen platenlabel van Schmoelling

## Musici
- Johannes Schmoelling – synthesizers, elektronica

## Muziek
Alle van Schmoelling

| Nr. | Titel                 | Duur |
| --- | --------------------- | ---- |
| 1.  | Passing by            | 9:25 |
| 2.  | Giants out of the fog | 7:03 |
| 3.  | Instant city          | 4:51 |
| 4.  | Contemplative clouds  | 7:25 |
| 5.  | Joyful solitude       | 8;51 |
| 6.  | Rikscha square        | 4:07 |
| 7.  | Viktoriapark          | 4:26 |
| 8.  | A long time ago       | 8:33 |
| 9.  | Big cityscapes        | 6:29 |
| 10. | It’s your birthday    | 6:39 |
| 11. | The time seller       | 6:52 |